# Стела Кирова
Стела Кирова е българска футболистка и футболна треньорка. Родена е в Бургас.

## Кариера
Освен в българското първенство, играе и в първенствата на Гърция и Русия. Играе и за националния отбор на България. След това е треньорка. През 2016 г. става директор на ЖФК „Бургас“.